# Световен ден на философията
Световен ден на философията е обявен от ЮНЕСКО и се чества ежегодно на третия четвъртък от месец ноември. За първи път проявата е организирана през 2002 г.
С честването на Деня на световната философия всяка година ЮНЕСКО подчертава непреходната стойност на философията за развитието на човешката мисъл, за всяка култура и за всеки отделен човек. ЮНЕСКО е организация, тясно свързана с философията, в нейния критически и конструктивен аспект.
При създаването на Деня на световната философия през 2005 г. Генералната конференция на ЮНЕСКО подчертава значението на тази дисциплина, особено за младите хора, като подчертава, че „философията е дисциплина, която насърчава критичното и независимо мислене и е способна да работи за по-добро разбиране на света и за насърчаване толерантност и мир“. Генералната конференция на ЮНЕСКО е убедена, че „институционализирането на Деня на философията в ЮНЕСКО като Ден на световната философия ще спечели признание и ще даде силен тласък на философията и по-специално на образованието по философия по света“.